# Georgi Hrisztakiev
Georgi Georgiev Hrisztakiev (bolgárul: Георги Георгиев Христакиев; Sztara Zagora, 1944. június 28. – 2016. április 4.) olimpiai ezüstérmes bolgár labdarúgó, hátvéd.
1966 és 1973 között 14 alkalommal szerepelt a bolgár válogatottban. Tagja volt az 1968-as mexikóvárosi olimpián ezüstérmet szerzett csapatnak.

## Sikerei, díjai
Bulgária
- Olimpiai játékok
  - ezüstérmes: 1968, Mexikóváros